# Джованні Аньєллі (1921—2003)
Джованні «Джанні» Аньєллі (італійською: [ˈdʒanni aɲˈɲɛlli]: Giovanni «Gianni» Agnelli; 12 березня 1921, Турин — 24 січня 2003), також відомий як L'Avvocato («Адвокат») — італійський промисловець, основний акціонер «Fiat», будучи главою якого, контролював 4,4 % ВВП Італії, 3,1 % її промислової робочої сили та 16,5 % її промислових інвестицій у дослідження. Був найбагатшою людиною в сучасній історії Італії.
Вважалося, що Аньєллі мав бездоганне і трохи ексцентричне почуття моди, що вплинуло як на італійську, так і на міжнародну чоловічу моду.
Аньєллі був нагороджений орденом Великого Хреста Лицаря «За заслуги» Італійської Республіки у 1967 році та званням лицаря праці (італ. Cavaliere del lavoro) у 1977 році. Після його смерті у 2003 році, контроль над фірмою було поступово передано його онуку та обраному спадкоємцеві Джону Елкану.

## Життєпис

### Раннє життя

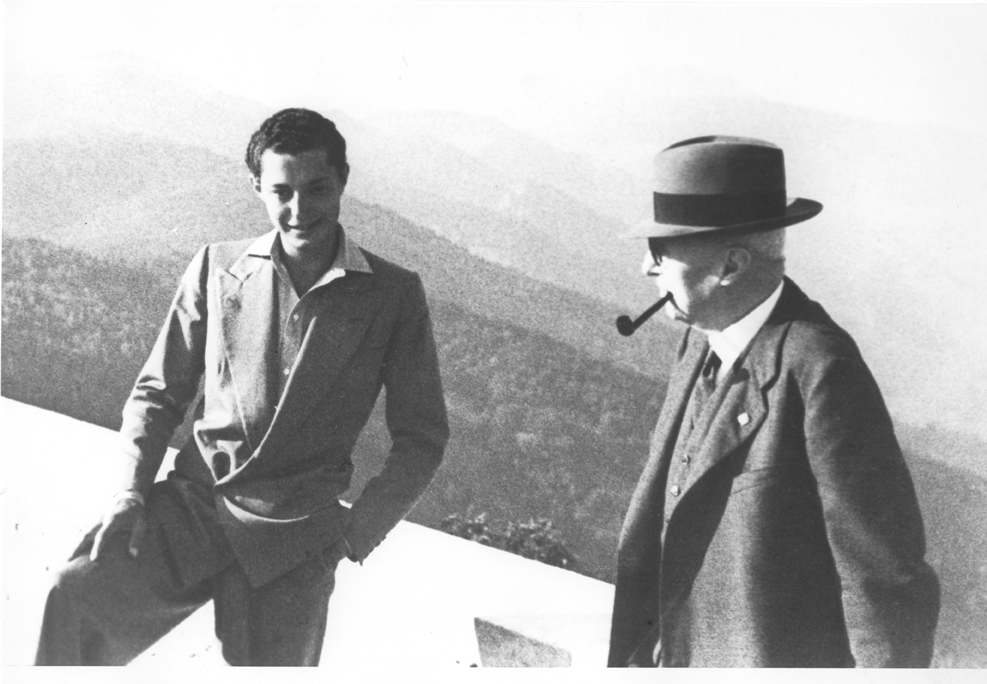
Джанні Аньєллі (ліворуч) з дідом та засновником «Фіат» Джованні Аньєллі-старшим у 1940 році.

Аньєллі народився в Турині, але підтримував міцні зв'язки із селищем Віллар-Пероза, поблизу Турина в районі П'ємонта. Його батьком був видатний італійський промисловець Едоардо Аньєллі, а мати — принцеса Вірджинія Бурбон дель Монте, дочка Карло, 4-го принца Сан-Фаустіно, голови знатного роду, заснованого в Перуджі. Аньєллі назвали на честь його діда Джованні Аньєллі, засновника італійського виробника автомобілів Fiat. Бабуся по матері була американкою.
Закінчив класичний ліцей імені Массімо Адзельо в Турині в 1938 році. Потім вступив до Туринського університету, де вивчав право. У червні 1940 року, перервавши навчання, пішов на фронт. Був зарахований в полк танкістів. Спочатку брав участь в боях, разом з військами Муссоліні, був двічі на радянському фронті, пізніше був переведений до Африки.
У 1941 році повернувся додому і продовжив навчання, отримавши диплом у 1943. 8 вересня, коли Італія підписала перемир'я і офіційно вийшла з Другої світової війни, Джанні був в госпіталі у Флоренції з переломом ноги після автомобільного інциденту. Після одужання переїхав до Риму, де став офіцером зв'язку італійського Корпуси звільнення. 30 листопада 1945 року в автомобільній катастрофі недалеко від Пізи загинула мати Джанні, Вірджинія Бурбон дель Монте. В цьому ж році Джанні став президентом RIV — компанії з виробництва підшипників, створеної його дідом разом з інженером Роберто Інчерті.
Після смерті Джованні Аньєллі-старшого, 16 грудня 1945 року, став на чолі сім'ї. Представляв її інтереси в переговорах з Комітетом національного визволення Італії щодо FIAT і 23 лютого 1946 року підписав угоду про повернення правління і президента фірми Вітторіо Валлетта, яких звинувачували у колабораціонізмі з фашистами.